# Henotesia andrivola
Henotesia andrivola är en fjärilsart som beskrevs av Paul Mabille 1877. Henotesia andrivola ingår i släktet Henotesia och familjen praktfjärilar. Inga underarter finns listade i Catalogue of Life.